# خورشیدگرفتگی ۲۲ اوت ۱۹۹۸
خورشیدگرفتگی ۲۲ اوت ۱۹۹۸ (به انگلیسی: Solar eclipse of August 22, 1998) یک خورشیدگرفتگی از نوع خورشیدگرفتگی حلقه‌ای است. این خورشیدگرفتگی در تاریخ ۲۲ اوت ۱۹۹۸ میلادی (‎۳۱ مرداد ۱۳۷۷ خورشیدی) روی داد که زمان اوج آن، ساعت ۲:۰۷:۱۱ به‌وقت ساعت هماهنگ جهانی بوده‌است. مدت زمان و طول این خورشیدگرفتگی ۳ دقیقه و ۱۴ ثانیه بود.